# Muhammad Younis
Muhammad Younis, né le 4 novembre 1949 et mort le 29 octobre 2024, est un athlète pakistanais, spécialiste des courses de demi-fond.

## Biographie
Lors des Championnats d'Asie 1973, à Manille, il remporte la médaille d'or du 800 mètres et la médaille d'argent du 1 500 mètres. En 1974, il s'adjuge le titre du 1 500 m des Jeux asiatiques de Téhéran.

### Palmarès
| Date | Compétition         | Lieu    | Résultat | Épreuve | Performance   |
| ---- | ------------------- | ------- | -------- | ------- | ------------- |
| 1970 | Jeux asiatiques     | Bangkok | 2e       | 1 500 m | 3 min 53 s 2  |
| 1973 | Championnats d'Asie | Manille | 1er      | 800 m   | 1 min 51 s 2  |
| 1973 | Championnats d'Asie | Manille | 2e       | 1 500 m | 3 min 48 s 2  |
| 1974 | Jeux asiatiques     | Téhéran | 1er      | 1 500 m | 3 min 49 s 30 |
| 1978 | Jeux asiatiques     | Bangkok | 2e       | 1 500 m | 3 min 48 s 0  |

### Records
| Épreuve | Performance   | Lieu     | Date            |
| ------- | ------------- | -------- | --------------- |
| 800 m   | 1 min 48 s 50 | Montréal | 23 juillet 1976 |
| 1 500 m | 3 min 41 s 4  | Cologne  | 11 août 1970    |